# Soyuz MS-18
Soyuz MS-18 é um voo da Soyuz lançado em 09 de abril de 2021. Transportou três membros da Expedição 65, foi o 147º voo de uma nave Soyuz e consiste de um comandante, um engenheiro de voo russo e um estadunidense. A nave deverá retornar no dia 13 de outubro de 2021, após 195 dias no espaço. Espera-se que o voo traga de volta uma atriz e o diretor russo Klim Shipenko, que será lançada na Soyuz MS-19 e passará cerca de uma semana no espaço durante a produção de um filme.
No dia 9 de março de 2021 a Roscosmos anunciou que, após pedido da NASA, eles mudariam o plano de voo para incluir Mark Vande Hei no lugar de Sergei Korsakov na tripulação principal e Anne McClain no lugar de Dmitriy Petelin como suplente, efetivamente extendendo o voo de astronautas da NASA na Soyuz por, pelo menos, outra missão. Este é um arranjo especial entre a NASA e a Roscosmos, sem nenhum pagamento entre as agências.

## Nome da nave
A nave recebeu o nome "Iuri A. Gagarin" em homenagem ao primeiro cosmonauta. O nome está impresso na superfície do isolante térmico do módulo de habitação.

## Tripulação
| Posição             | Tripulante     | Duração          | Pousou na   |
| ------------------- | -------------- | ---------------- | ----------- |
| Comandante          | Oleg Novitskiy | 190d 20h 53m 02s | Soyuz MS-18 |
| Engenheiro de voo 1 | Pyotr Dubrov   | 355d 03h 45m 24s | Soyuz MS-19 |
| Engenheiro de voo 2 | Mark Vande Hei | 355d 03h 45m 24s | Soyuz MS-19 |

### Pouso
| Posição                      | Cosmonauta     | Duração          | Lançou na   |
| ---------------------------- | -------------- | ---------------- | ----------- |
| Comandante                   | Oleg Novitskiy | 190d 20h 53m 02s | Soyuz MS-18 |
| Participante do voo espacial | Klim Shipenko  | 11d 19h 40m 40s  | Soyuz MS-19 |
| Participante do voo espacial | Yulia Peresild | 11d 19h 40m 40s  | Soyuz MS-19 |

### Suplentes
| Posição             | Cosmonauta       |
| ------------------- | ---------------- |
| Comandante          | Anton Shkaplerov |
| Engenheiro de voo 1 | Oleg Artemyev    |
| Engenheira de voo 2 | Anne McClain     |

As tripulações principais e reserva da Expedição 65 foram selecionadas pela Comissão Interagências para Seleção de Cosmonautas em novembro de 2020.
No dia 11 de janeiro de 2021, a Comissão Interdepartamental na seleção de cosmonautas substituiu o suplente Andrei Babkin por Oleg Artemyev de acordo com ordens médicas.
No dia 10 de março de 2021 a Roscosmos anunciou o retorno dos lançamentos internacionais. Em vez do cosmonauta Sergei Korsakov o astronauta Mark Vande Hei foi selecionado como membro da tripulação principal com Anne McClain como suplente no lugar de Dmitriy Petelin. No dia 10 de março a Comissão Estatal decidiu em favor da acoplagem após duas órbitas.

## Missão
O lançamento do Soyuz 2.1a com a Soyuz MS-18 ocorreu no dia 9 de abril de 2021 as 07:42:40 UTC a partir da plataforma 31 do Cosmódromo de Baikonur.

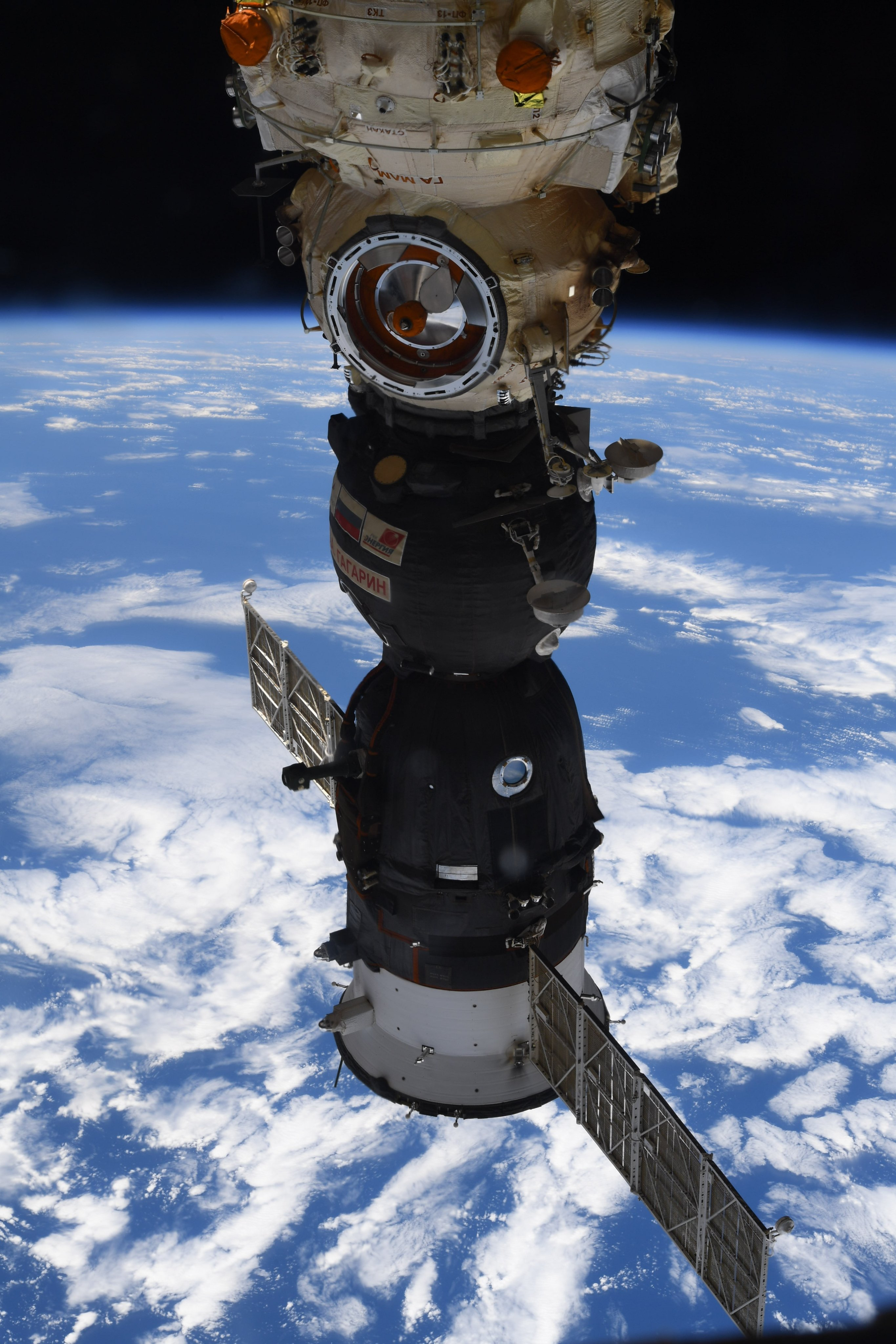
Soyuz MS-18 acoplado ao módulo Nauka.

No dia 2 de junho os cosmonautas Oleg Novitsky e Pyotr Dubrov realizaram uma atividade extraveícular, onde completaram de forma bem sucedida toda a instalação na superfície externa do segmento russo da ISS. Os cosmonautas subtituíram um paínel removível do regulador do fluxo de flídos do sistema de gerência termica do Zarya e prepararam-se para a desacoplagem do módulo Pirs. A duração da atividade foi de 7 horas e 19 minutos.
Na noite entre os dias 3 e 4 de setembro de 2021 os cosmonautas Oleg Novitsky e Pyotr Dubrov realizaram outra atividade extraveícular para a integração do módulo Nauka. Os cosmonautas conectaram os cabos de energia e Ethernet. A duração foi de 7 horas e 54 minutos.
No dia 9 de setembro os mesmos cosmonautas realizaram outra AEV, que durou 7 horas e 20 minutos. Os cosmonautas conectaram o cabo Ethernet LAN, dois cabos de comunicação televisiva de alta frequência e um cabo entre o Course-P do módulo Zvezda e o Course-P do Nauka; instalaram o flip-flap #4005 no Nauka e a plataforma com os containers do experimento Biorisk-MSN.
No dia 28 de setembro a tripulação realizou a mudança da Soyuz MS-18 do módulo Rassvet ao Nauka. A desacoplagem e o subsequente voo foi realizada pelo comandante Oleg Novitsky, de forma manual. O propósito da atividade foi o de liberar o Rassvet para a Soyuz MS-19 e conferir a perfomace do equipamento de acoplagem do módulo Nauka.
Após a chegada da tripulação da Soyuz MS-19, os cosmonautas Anton Shkaplerov e Oleg Novitsky colocaram os assentos de Yulia Peresild e Klim Shipenko na MS-18, com o qual os participantes do voo espacial, junto do de Oleg Novitsky, retornarão à Terra. O retorno está programado para o dia 17 de outubro de 2021, as 04:36:44 UTC.
Durante os testes dos motores pré-partida realizados as 09:02 UTC do dia 15 de outubro de 2021, os propulsores continuaram disparando após o tempo do teste e causando uma perda da orientação da ISS as 09:13 UTC, mas em 30 minutos a orientação foi recuperada. A tripulação não esteve em perigo e foi o segundo incidente do tipo desde a perda de controle do Nauka em 29 de julho. A ISS tombou por 57º. De acordo com fontes dentro da indústria, o evento ocorreu devido a um erro nas instruções enviadas do Controle da Missão e os motores foram desligados devido a um sistema de emergência que limitava o uso das reservas.
Pyotr Dubrov e Vande Hei continuaram como parte da Expedição 66 e serão parte da equipe de pouso da Soyuz MS-19 junto de Anton Shkaplerov.

## Pouso
As 01:14:05 UTC a nave Soyuz MS-18 separou-se do segmento Russo da ISS. Seu sistema de propulsão iniciou o modo de desaceleração as 02:41:16 UTC, que o fez cair da órbita. Logo depois, a Soyuz dividiu-se em três compartimentos, e o veículo de reentrada sofreu até 4g.
As 04:35:02 UTC o veículo de reentrada pousou na área prevista do Cazaquistão. Os tripulantes Oleg Novitskiy (Roscosmos) ao lado de Klim Shipenko e Yulia Peresild (Vyzov), retornaram à Terra.